# Schirnding (gmina)

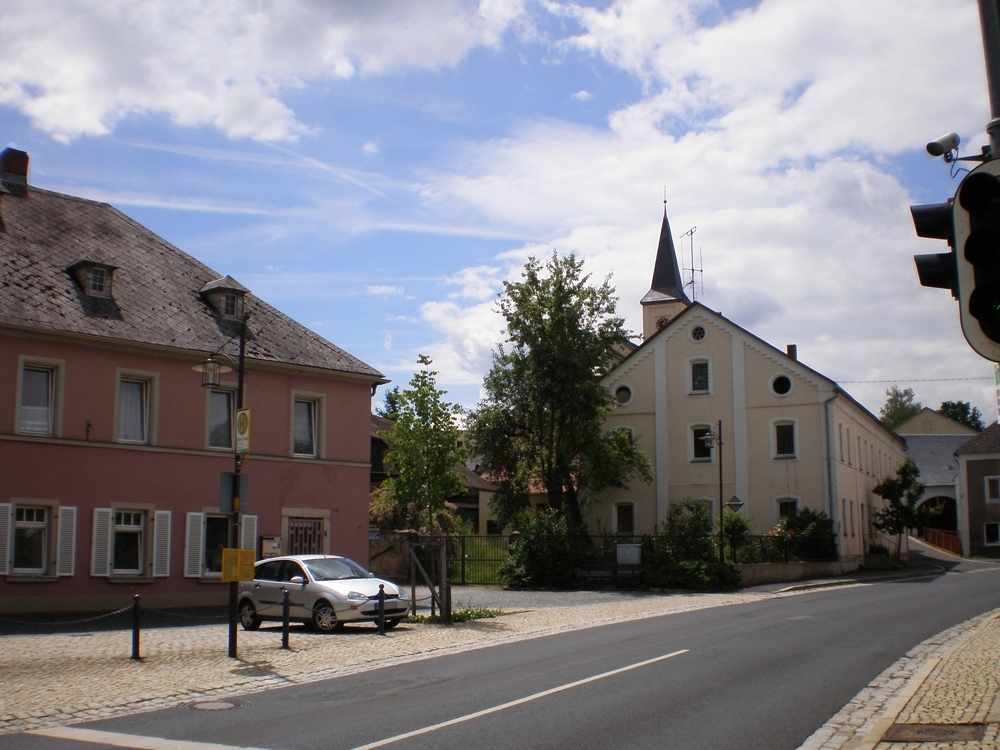
Schirnding

Schirnding – gmina targowa w Niemczech, w kraju związkowym Bawaria, w rejencji Górna Frankonia, w regionie Oberfranken-Ost, w powiecie Wunsiedel im Fichtelgebirge, siedziba wspólnoty administracyjnej Schirnding. Leży w Smreczanach, przy drodze B303 i linii kolejowej Praga – Paryż.
Gmina położona jest 17 km na północny wschód od Wunsiedel, 33 km na południowy wschód od Hof i 48 km na południowy zachód od Karlowych Warów, Schirnding graniczy bezpośrednio z Czechami.

## Podział administracyjny
Części gminy:
- Dietersgrün
- Fischern
- Ottenlohe
- Raithenbach
- Schirnding
- Seedorf
- Weidighaus

## Historia
Pierwsze wzmianki o Schirnding pochodzą z 8 października 1377. Miejscowość jako część należącego do Hohenzollernów (od 1791 do Prus) Księstwa Bayreuth w wyniku Traktatu tylżyckiego w 1810 stała się częścią Bawarii.

## Polityka
Wójtem jest Reiner Wohlrab (SPD). Rada gminy składa się z 13 członków:
|      | CSU | SPD | Razem     |
| 2002 | 6   | 7   | 13 miejsc |